# زیملا
زیملا (به ایتالیایی: Zimella) یک کومونه در ایتالیا است که در استان ورونا واقع شده‌است. زیملا ۲۰٫۱ کیلومتر مربع مساحت و ۴٬۶۲۶ نفر جمعیت دارد و ۲۹ متر بالاتر از سطح دریا واقع شده‌است.